# 트리에스테 (L9890)
트리에스테(L9890)은 이탈리아의 다목적 강습상륙함/경항공모함이다. 중형 헬리콥터, F-35 라이트닝 II 해병대형(B) 스텔스 전투기가 함재될 예정이다. 그 외에도 전차 상륙정, 해병대, 해병대 장갑차, 주력전차 등을 운송할 수 있다. 2023년 주세페 가리발디 항공모함을 퇴역시키고 대체함으로 실전 배치될 예정이다.